# 马尔塞拉阿尔巴奈
马尔塞拉阿尔巴奈（法語：Marcellaz-Albanais，法語發音：[maʁsela albanɛ]）是法国上萨瓦省的一个市镇，位于该省西部偏南，属于阿讷西区。

## 地理
马尔塞拉阿尔巴奈（45°52'29"N, 6°0'4"E）面积14.54 平方千米，位于法国奥弗涅-罗讷-阿尔卑斯大区上萨瓦省，该省份为法国东部省份，历史上为薩伏依的一部分，北与瑞士接壤，西接安省，南至萨瓦省，东与瑞士和意大利接壤。
与马尔塞拉阿尔巴奈接壤的市镇（或旧市镇、城区）包括：布西、沙佩里、沙瓦诺、埃泰尔西、菲耶尔河畔欧特维尔、蒙塔尼莱朗什、圣西尔韦斯特、萨勒。
马尔塞拉阿尔巴奈的时区为UTC+01:00、UTC+02:00（夏令时）。

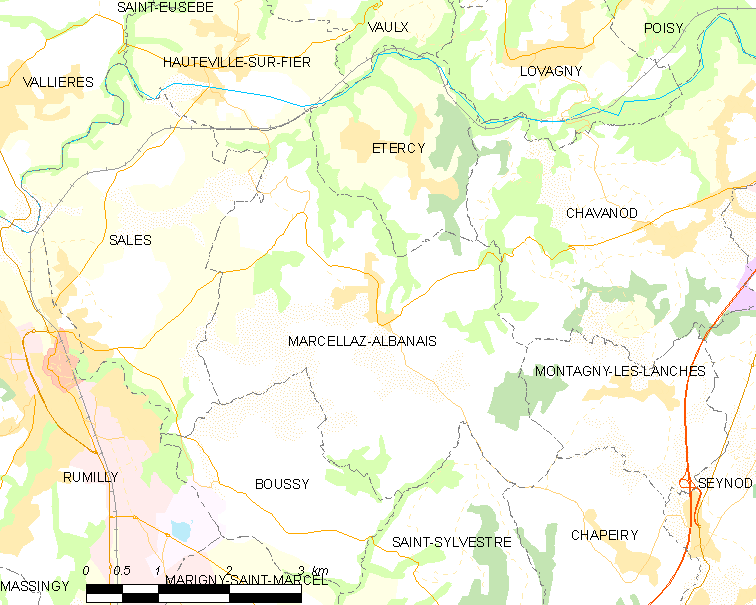
马尔塞拉阿尔巴奈的OSM定位图

## 行政
马尔塞拉阿尔巴奈的邮政编码为74150，INSEE市镇编码为74161。

## 政治
马尔塞拉阿尔巴奈所属的省级选区为吕米伊县。

## 交通
上萨瓦省省道D16线和D38线在马尔塞拉阿尔巴奈境内交汇，有客运巴士前往省会阿讷西。

## 人口

1962-2008年间马尔塞拉阿尔巴奈人口变化图示

马尔塞拉阿尔巴奈于2022年1月1日时的人口数量为1985人。